# Viola Liuzzo
Viola Liuzzo, rozená Gregg (11. dubna 1925 California – 25. března 1965 U.S. Route 80), byla americká aktivistka za občanská práva Afroameričanů v 60. letech 20. století. V březnu 1965 se zúčastnila čtyřdenního pochodu ze Selmy do Montgomery, který významně pomohl prosadit volební práva všech lidí bez rozdílu rasy. Byla přítomna následnému projevu jednoho z hlavních organizátorů akce Martina Luthera Kinga. O pět hodin později byla zavražděna čtyřmi členy Ku–klux-klanu, když pomáhala dopravit účastníky zpět do jejich domovů.
Následně vyšlo najevo, že jedním z vrahů byl agent a informátor FBI Gary Thomas Rowe. V reakci na to se tehdejší ředitel tohoto úřadu John Edgar Hoover rozhodl Violu zdiskreditovat a její památku pošpinit lživými a pomlouvačnými informacemi, následkem čehož byla její rodina několik dalších let terčem nenávistných útoků. Rowe u soudu svědčil proti svým spolupachatelům a byl zařazen do Programu na ochranu svědků. Vyvázl bez trestu, zatímco ostatní byli obviněni a usvědčeni – nikoliv však ze zločinu vraždy, ale pouze z porušení Violiných občanských práv.

## Dětství a mládí
Viola Gregg se narodila 11. dubna 1925 v malém městě California v Pensylvánii. Její otec Herber Ernest Gregg (1897–1974) byl horníkem a veteránem z první světové války. Matka Evangeline "Eva" Wilson Gregg (1902–1971) pracovala jako učitelka. Viola byla starší ze dvou dětí – druhá dcera Rose Mary přišla na svět roku 1930. Jiné zdroje uvádějí, že Mary byla až o jedenáct let mladší než její sestra.
V roce 1930 bydleli Greggovi ve městečku Charleroi. Někdy v té době však rodinu postihlo neštěstí, když Herber při výbuchu v dole přišel o pravou ruku. Po zotavení se mu nedařilo získat práci, proto se s manželkou rozhodli odjet do Georgie, kde Eva nějaký čas vedla obchod s potravinami. Šestiletá Viola jednoho dne tajně vybrala peníze z pokladny a dala je černošskému dítěti z chudé rodiny, ačkoliv Greggovi byli sami nuceni žít velmi skromně. V roce 1931 následovalo další stěhování, tentokrát do Chattanoogy v Tennessee. Eva si zde opět našla zaměstnání ve škole, její muž podobně úspěšný nebyl.
Viola, která kvůli častému střídání bydliště neustále měnila školy, byla od dětství svědkem rasové segregace, předsudků a nesnášenlivosti, typických právě pro americký jih, kde vyrůstala. Sama však nic podobného necítila, naopak věřila, že všichni lidé na celém světě jsou si rovni. Toto přesvědčení ji pak provázelo celý život.
Roku 1941, už během druhé světové války, se Greggovi přestěhovali do Ypsilanti v Michiganu, aby se zde Herber ucházel o místo v továrně na bombardéry. Viola zatím nastoupila na střední školu, kterou však i přes námitky rodičů po roce opustila, a záhy odešla do Detroitu, kde si našla práci servírky v restauraci. S jejím manažerem Georgem Argyrisem (1902–1977) navázala blízký vztah, nehledě na značný věkový rozdíl mezi nimi. George byl dokonce o pár měsíců starší než Violina matka. Po krátké známosti se za něj 3. února 1943 provdala.

## Detroit
V té době napětí mezi detroitskými obyvateli postupně gradovalo. Černošští dělníci byli vystaveni projevům rasismu, bílí odmítali vykonávat práci po jejich boku a záměrně ji zdržovali. V červnu 1943 automobilka Packard Motor Car Company povýšila tři afroamerické zaměstnance na pozici obsluhy montážních linek. Asi 25000 bělochů reagovalo stávkou, což znamenalo zpomalení válečné výroby. Situace vyvrcholila ve dnech 20. – 22. června, kdy došlo k několika incidentům, při kterých přišlo o život celkem 34 lidí (z toho 25 černochů a 9 bílých).
Na osmnáctiletou Violu měly tyto události nesmazatelný emocionální dopad. Její postoj tím byl ještě více prohlouben. Krátce po své svatbě s Argyrisem se seznámila s Afroameričankou Sarah Evansovou a staly se nejlepšími přítelkyněmi. Spojovalo je mimo jiné dětství prožité na jihu USA, ale hlavně stejné názory na problémy rasismu a potlačování lidských práv.
Z manželství s Georgem vzešly po skončení války dvě dcery – Penny v roce 1946 a Evangeline Mary o rok později. Sarah nejprve pomáhala Viole s péčí o děti, později se u ní nechala zaměstnat jako chůva a hospodyně na plný úvazek. Vztah s Georgem vydržel sedm let. Rozvedli se 14. dubna 1950.

## Rodina a zájmy
Na začátku 50. let pracovala Viola v restauraci Olympia Bar v Detroitu. V té době potkala Anthonyho Jamese Liuzza (1913–1978), obchodního agenta odborového svazu Teamsters. Anthony, mezi přáteli zvaný Jim, byl o necelých dvanáct let starší než Viola. Vzali se 28. listopadu 1950 a měli spolu tři potomky, kteří se dožili dospělosti. První syn Tommy se narodil roku 1951. Následoval Anthony Jr. (* 13. března 1955) a dcera Sally (* 1958). O dvě děti Viola přišla, jedno se narodilo mrtvé a druhé zemřelo krátce po porodu. Jim kromě toho v roce 1956 adoptoval Violiny dcery z předchozího manželství.
Po ztrátě dvou dětí trpěla depresemi a duševními problémy, proto se sama rozhodla podstoupit vyšetření u psychiatra. Dr. Norman Samet byl přesvědčen, že Viola vykazuje známky schizofrenie, na základě jejího tvrzení, že by chtěla být lékařkou. Rovněž se domníval, že není zcela šťastná ve své roli ženy v domácnosti. Ani tento Sametův závěr příliš nekorespondoval se skutečností.
Viola kromě času věnovanému rodině a práci sledovala vývoj hnutí za občanská práva. Mimo to se zabývala literaturou, filozofií, teologií a medicínou, psala si deník a svým dětem četla z děl od Platóna a Henryho Davida Thoreaua. Sarah Evansová o ní řekla: "Viola žila život, který kombinoval péči o rodinu a domov se zájmem o svět kolem sebe. Toto zapojení do její doby nebylo vždy pochopeno jejími přáteli, ani nebylo oceněno těmi, kteří ji obklopovali."
S dětmi trávila rovněž hodně času procházkami v přírodě a výlety za sběrem kamenů. Brala je také na koncerty, do planetárií a cirkusů. Snažila se pomáhat bezdomovcům a lidem v nouzi, často nosila domů toulavá zvířata – i přes nesouhlas svého muže. Jako dítě nechodila do kostela, ale po svatbě s Jimem přijala římskokatolickou víru a zajímala se o křesťanský mysticismus, založený na osobním vztahu s Bohem.
Viola načas odhlásila své děti z veřejných škol a místo toho je vyučovala sama. Záměrně tak porušila zákon zakazující domácí vzdělávání dětí. To se nelíbilo zejména Penny a Mary, které se kvůli tomu s matkou i otcem několikrát pohádaly. Viola byla zatčena a trvala na soudním procesu ve snaze změnit tyto i další zákazy, které odmítala dodržovat. Přiznala se k vině a byla propuštěna s podmínkou.

## Šedesátá léta

### Vzdělávání
V roce 1961 začala Viola pravidelně docházet do Carnegie Institute s úmyslem stát se zdravotnickou asistentkou. Poté, co úspěšně zakončila studium s vyznamenáním, přijala nabídku trvalého zaměstnání v Parkview Medical Center, nicméně brzy se dostala do neshod s vedením. Když se doslechla, že jedna ze zdejších sekretářek byla propuštěna bez nároku na odstupné, poskytla jí Viola celou svou výplatu a na znamení nesouhlasu zvolila dobrovolný odchod.
Roku 1962 se zapsala na Wayne State University, aby pokračovala ve svém vzdělávání v oboru ošetřovatelství. Nedaleko odtud sídlila První unitářsko-univerzalistická církev, kterou navštěvovala od roku 1964 a jejíž pojetí víry jí bylo blízké. 29. března 1964 byla přijata jako právoplatná členka.

### Hnutí za občanská práva
Ve stejné době se Viola společně se Sarah Evansovou připojila k National Association for the Advancement of Colored People (NAACP). Tato organizace vzniklá v roce 1909 byla důležitou součástí hnutí za občanská práva a její členové Edgar Nixon a Rosa Parksová sehráli klíčovou roli v bojkotu autobusové dopravy v Montgomery v prosinci 1955. Koncem 50. let NAACP dočasně svůj vliv ztratila, ale počátkem 60. let se začala opět prosazovat.
Hnutí se celkově stávalo stále silnějším. Další významnou akcí byl pochod na Washington 28. srpna 1963, zakončený projevem Martina Luthera Kinga "Mám sen" (I Have a Dream). Tato demonstrace vedla k přijetí Zákona o občanských právech navrženého Johnem F. Kennedym v červnu 1963 a podepsaného Lyndonem B. Johnsonem 2. července 1964. Tento dokument však nezajistil volební právo pro všechny občany bez ohledu na jejich rasu. O změnu se snažila zejména sdružení Southern Christian Leadership Conference (SCLC) a Student Nonviolent Coordinating Committee (SNCC), která v prosinci 1964 začala společně působit ve městě Selma v Alabamě.

## Pochody Selma–Montgomery

### Pozadí
Od 2. ledna 1965 probíhala v Selmě řada protestů v rámci Kampaně za volební práva, jejímiž hlavními postavami byli James Bevel a M. L. King. Místní šerif Jim Clark byl rasista a od začátku vystupoval proti účastníkům akcí, přičemž neváhal použít násilí. Při jednom z incidentů byl však sám sražen k zemi demonstrantkou Annie Lee Cooperovou, kterou nechal následně zatknout. Dohromady bylo během prvního měsíce zadrženo přes 3000 lidí, ale až do 18. února se události obešly bez obětí na životech.
Toho večera státní policie rozehnala ve městě Marion protestující proti zatčení Jamese Orange, dalšího z předních organizátorů kampaně. Mezi nimi byl i šestadvacetiletý Jimmie Lee Jackson se svou matkou a dědečkem. Všichni tři uprchli do blízké kavárny, kam je pronásledovala skupina policistů. Když se pokusil bránit svou rodinu, byl neozbrojený Jackson dvěma ranami postřelen Jamesem Fowlerem. 26. února v nemocnici v Selmě na následky zranění zemřel.

### První pochod
Jacksonova vražda dala podnět k zahájení prvního pochodu do Montgomery, kde sídlil guvernér Alabamy George Wallace, zarytý odpůrce hnutí. 7. března vyšlo přibližně 600 účastníků od kostela Brown Chapel směrem k U.S. Route 80, ale na mostě Edmunda Pettuse na ně zaútočil Clark a jeho lidé, kteří tam čekali. Muži i ženy byli surově zbiti obušky, předseda SNCC John Lewis utrpěl zlomeninu lebky a Amelia Boynton byla zmlácena do bezvědomí. Přestože nikdo nepřišel o život, získal incident označení "Krvavá neděle".
Viola sledovala záběry z toho dne, zveřejněné ve večerních zprávách, se slzami v očích. M. L. King v následném projevu žádal všechny příznivce hnutí, aby se připojili k dalšímu pochodu a podpořili tak volební práva černochů. Rozhodla se zareagovat a odcestovat do Selmy, přestože si byla vědoma nebezpečí, které to mohlo znamenat. O svém úmyslu řekla nejprve pouze přítelkyni Sarah a zároveň ji poprosila, aby se postarala o děti, kdyby se cokoliv přihodilo. Evansová se ji snažila přesvědčit, aby zůstala, ale Viola byla odhodlaná odjet.

### Druhý pochod
Mezitím, 9. března, byl i přes soudní zákaz uspořádán další pochod. Byl však spíše symbolický, protože King předem věděl, že nemůže být dokončen. Na mostě Edmunda Pettuse opět čekal oddíl policistů, který průvodu zdánlivě ustoupil z cesty. King se otočil a vedl zástup 2500 lidí zpět k místu, odkud vyšli. Tento scénář byl dopředu dohodnutý, pochodující o něm ale nevěděli, za což byl King příslušníky SNCC velmi kritizován. Události však dostaly rychlý spád. Téhož večera byli při odchodu z restaurace napadeni tři bílí účastníci pochodu, mezi nimi reverend James Reeb. Zatímco dvěma ostatním se podařilo útok přežít, Reeb byl zbit tak brutálně, že upadl do kómatu a 11. března zemřel v nemocnici v Birminghamu. Viola byla přítomna na vzpomínkové bohoslužbě za zavražděného reverenda konané v Detroitu.

### Třetí pochod
V následujících dnech probíhaly po celé zemi různé nepokoje, iniciované zejména členy SNCC, kteří vnímali Kingovo chování jako zradu a snažili se jednat na vlastní pěst. Docházelo také ke sporům mezi SCLC a SNCC. Aktivisté v Selmě zatím čekali na schválení soudu, aby mohli realizovat třetí pochod.
16. března se Viola spolu s dcerou Penny zúčastnila demonstrace za Selmu na Wayne State University. Poté zavolala manželovi a sdělila mu, že se chystá odjet do Alabamy. Jim byl rozhodně proti a mínil, že práva Afroameričanů nejsou její boj. "Je to boj každého," zněla odpověď. Penny se ji rovněž pokoušela přemluvit a dokonce navrhla, že pojede místo ní, ale Viola odmítla. Pak nasedla za volant svého zeleného Oldsmobilu a opustila Detroit.
Do Selmy dorazila 19. března a ubytovala se v George Washington Carver Homes, bytovém komplexu přímo vedle Brown Chapel, kde probíhaly přípravy na pochod do Montgomery. Jednou z jejích spolubydlících zde byla místní aktivistka Alice West, která později Violu charakterizovala jako "bělošku, která dělala vše, co mohla, aby pomohla černým, jako by sama byla černoška".
Ještě tentýž den se Viola přihlásila k SCLC a dostala za úkol registrovat všechny nové dobrovolníky a v případě potřeby pomáhat na stanici první pomoci. Kromě toho nabídla svůj vůz k přepravě lidí z letiště a nádraží do města. Při té příležitosti se seznámila s devatenáctiletým Leroyem Motonem, který byl zaměstnán jako řidič. S Violou se dohodl, že její auto bude moct následující dny používat, a slíbil, že na něj dá pozor.
Zatímco se aktivisté připravovali na pochod, došlo díky zásahu prezidenta Johnsona k urychlení soudního povolení, aby se akce mohla uskutečnit. Vzdálenost mezi Selmou a Montgomery činila přibližně 80 kilometrů, předpokládalo se tedy, že pokud bude vše probíhat podle plánu, dorazí průvod do cíle během 5 dnů. Bylo však nutno počítat i s možnými násilnostmi a komplikacemi. Objevily se dokonce zvěsti o chystaném atentátu na Kinga, jež se nepotvrdily.
21. března se přes 3000 shromážděných lidí v čele s Kingem vydalo na cestu do Montgomery, mezi nimi i Viola. První den urazili zhruba 11 kilometrů po čtyřproudé části U.S. Route 80. Soudce Frank M. Johnson nařídil, že po dobu dalších dvou dnů nesmí být v průvodu více než 300 účastníků, protože silnice se dále zúžila na dva pruhy. Viola se proto spolu se zbylými aktivisty vrátila do Selmy, kde pokračovala v přidělené práci. Jak před odjezdem slíbila, každý den telefonovala domů své rodině.
24. března odjela s Motonem do Montgomery, kde byla opět zaměstnána jako ošetřovatelka v komplexu budov City of St. Jude zahrnujícím nemocnici, kostel a školu. Při rozhovoru s knězem Timothym Deasym se mu svěřila se svými obavami. Měla předtuchu, že někdo přijde o život. Později téhož dne se znovu připojila k pochodujícím, jejichž počet se do té doby rozrostl přibližně na 25000. Zbývajících šest kilometrů do Montgomery ušla navzdory chladnému a větrnému počasí bosá. Večer se v St. Jude konalo vystoupení "Stars for Freedom", kde zahrálo několik významných hudebníků té doby.
25. března se průvod přesunul od kostela k budově Alabama State Capitol, kde King asi v 15 hodin pronesl závěrečný projev "How long, not long". Následně se zástup shromážděných pokusil odevzdat připravenou petici guvernéru Wallaceovi, ale bylo jim řečeno, že není přítomen. Posléze dokument přijal Wallaceův výkonný tajemník Cecil Jackson, čímž byla celá akce dovršena. Demonstranti se pomalu začali vracet do svých domovů. Viola se sešla s Motonem a domluvili se, že jejím vozem společně přepraví některé z nich zpět do Selmy. James Orange před odjezdem Violu varoval před nebezpečím a radil, aby autem nejezdili, ale neúspěšně.

## Vražda
Viola jako řidička a Moton na místě spolujezdce absolvovali cestu mezi oběma městy hned několikrát a dohromady odvezli zpátky pět lidí, mezi nimi i zpěváka Tonyho Bennetta. Během té doby došlo k různým nepříjemnostem. Když skupina bílých spatřila ji a její černé spolujezdce, opakovaně do nich zezadu svým vozidlem naráželi, zřejmě s úmyslem je vytlačit ze silnice, ale bez výsledku. Další řidič schválně svítil dálkovými světly do zpětných zrcátek Oldsmobilu. Viola proto zpomalila, aby je musel předjet. Jiná dvě auta je pro změnu záměrně blokovala ze dvou stran, takže Viole nezbylo než prudce brzdit. Při poslední cestě do Selmy byli nuceni zastavit pro benzín na čerpací stanici, kde je přítomní běloši zasypali nadávkami a rasistickými poznámkami. Navzdory všemu se na místo dostali v pořádku a cestující byli ve zdraví dopraveni domů. Violu neodradily ani předchozí incidenty a nabídla Motonovi, že ho odveze zpátky do Montgomery, kde případně sama vyzvedne poslední skupinu, než odjede do Detroitu.
Ze Selmy vyráželi přibližně v půl osmé. V 19:37 zastavili na semaforech poblíž mostu Edmunda Pettuse, když svítila červená. V tu chvíli je začali sledovat čtyři ozbrojení členové Ku-klux-klanu v červenobílém Chevroletu Impala. Poté, co vyjeli z města, začal být Moton neklidný, protože měl pocit, že je silnice neobvykle prázdná. Chevrolet byl nicméně stále za nimi a vzápětí přejel do levého pruhu s úmyslem dostat se co nejblíž k Oldsmobilu. Viola šlápla na plyn a strhla se honička, při které obě vozidla místy dosáhla rychlosti až 160 kilometrů za hodinu. Ujela 41 kilometrů, během nichž se pronásledovatelé pokusili svůj cíl čtyřikrát předehnat.
Teprve 3 kilometry před městečkem Lowndesboro zrychlili natolik, aby se k ujíždějícím zleva přiblížili na dostřel. Jakmile se jim to podařilo, dva muži v autě stáhli okénka a začali na Violu a Motona střílet. Vypálili celkem čtrnáct ran, z nichž dvě zasáhly Violu do hlavy. Byla na místě mrtvá. Moton se snažil zabrzdit, ale Oldsmobile sjel ze silnice a narazil do plotu. Bylo asi 20:15.
Moton byl nezraněn, ale jak vypověděl, po nárazu zůstal dvacet minut v bezvědomí. Později své tvrzení pozměnil a uvedl, že předstíral smrt, když vrazi zastavili a šli se podívat na následky útoku. Protože Violina krev ulpěla i na Motonovi, usoudili, že jsou oba mrtví, vrátili se do auta a odjeli. Moton pak běžel k silnici a mával na projíždějící vozidla. Většina z nich ho ignorovala, teprve reverend Leon Riley, který rovněž převážel aktivisty do Selmy, zastavil a souhlasil, že ho odveze do bezpečí. Po příjezdu do Brown Chapel okamžitě kontaktovali FBI.

## Po vraždě

### Zatčení
Agenti FBI na místě činu nezajistili žádné stopy. Ačkoliv od začátku znali totožnost oběti, její rodina se o vraždě dozvěděla až okolo půlnoci. Jim Liuzzo se ještě v noci několikrát pokoušel telefonicky spojit s prezidentem Johnsonem, ale neúspěšně. Následující ráno v 8:10 zavolal Johnsonovi ředitel FBI J. Edgar Hoover a sdělil mu, že jedním z mužů v Chevroletu byl jeho člověk, který "naštěstí samozřejmě neměl zbraň a nestřílel". Tím mužem byl informátor Gary Thomas Rowe, jehož úkolem bylo podle Hoovera vniknout mezi členy Ku-klux-klanu. Ředitel dále uvedl, že díky němu znají totožnost obou střelců i místo, kde je najít, jinak by pátrání bylo jako "hledat jehlu v kupce sena". Johnson následně zatelefonoval Jimu Liuzzovi, vyjádřil mu svou účast a přesvědčení, že oběť jeho ženy nebyla zbytečná.
Ještě tentýž den, 26. března, byli všichni čtyři pachatelé zatčeni v Birminghamu a jejich dopadení oznámil Johnson v celostátním vysílání. Při té příležitosti odsoudil činy Klanu a organizaci jako takovou. Kromě toho vyzdvihl Hooverovu činnost a "práci zvláštních agentů FBI, kteří pracovali celou noc... za jejich pohotový, rychlý a vynikající výkon při vedení tohoto vyšetřování". Také ocenil Violinu odvahu při jejím boji za spravedlnost. O Roweově spojení s FBI nepadlo ani slovo.

### Pohřeb
29. března proběhla v People's Community Church v Detroitu vzpomínková bohoslužba, na kterou přišlo asi 1500 lidí, včetně Rosy Parksové. Zádušní mše za Violu se konala 30. března v místním kostele Immaculate Heart of Mary Roman Catholic Church. Zúčastnily se jí osobnosti jako Martin Luther King, John Lewis, výkonný ředitel NAACP Roy Wilkins, soudce Lawrence Gubow, prezident United Auto Workers (UAW) Walter Reuther, prezident Teamsters Jimmy Hoffa a další. Místem posledního odpočinku Violy Liuzzo se stal Holy Sepulchre Cemetery v Southfieldu.

### Pachatelé
Gary Rowe byl ve skutečnosti rasista s kriminální minulostí a v FBI působil od roku 1960. Během té doby se podílel na několika akcích KKK zaměřených proti aktivistům za občanská práva. V květnu 1961 se vyzbrojený baseballovou pálkou zúčastnil útoku na členy Freedom Riders. V červnu 1963 byl zatčen za držení dynamitu, granátů a kulometu, ale brzy propuštěn.
Zbylí tři muži v autě byli Collie Leroy Wilkins, Eugene Thomas a William Orville Eaton. Dříve v den vraždy plánovali spolu s Rowem zaútočit na dav shromážděných účastníků pochodu, ale nenašli k tomu vhodnou příležitost. Ve chvíli, kdy narazili na Violu a Motona, rozhodli se udělat z nich náhradní cíl. Po vraždě Rowe zavolal Neilu Shanahanovi, jednomu ze svých kontaktů z FBI, a informoval ho o tom, co se stalo. Shanahan následně podal zprávu řediteli Hooverovi. Ten věděl, že podíl informátora FBI na vraždě by jeho úřad vážně poškodil, proto musel urychleně jednat.

## Hooverova kampaň
Hoover od začátku zdůrazňoval, že Rowe byl pouze svědkem a při vraždě ani jednou nepoužil zbraň. Samotný Rowe uvedl, že střelbu pouze předstíral, aby před členy Klanu neprozradil svou roli agenta. Za muže, který vypálil obě smrtící rány, označil jednadvacetiletého Wilkinse, nicméně kulka, která Violu zabila, vyšla podle balistiků z revolveru Eugena Thomase. Jelikož vyšetřovatelé nesejmuli ze zbraně otisky prstů, nebylo možné jednoznačně určit, kdo vraždil. Pro Hoovera bylo důležité, že žádný přímý důkaz nesvědčil proti Roweovi, ale potřeboval odvrátit pozornost veřejnosti jinam.
Hned první den po vraždě začal o Viole šířit nepravdivé zvěsti. Mezi svými podřízenými rozeslal dokumenty, ve kterých tvrdil, že "paní Liuzzová měla na paži stopy po vpichu naznačující nedávné použití injekční jehly", nebo že "seděla velmi blízko toho černocha, když byla zabita... vypadalo to jako objímání". K Hooverovi se přidal policejní komisař Marvin Lane, který díky přístupu k tajným spisům detroitské policie vyhledal a zveřejnil informace o Violině psychickém stavu a o rodinných problémech Liuzzových. Použil přitom lékařské spisy a poznámky dr. Sameta o údajné schizofrenii, dále záznamy o Violině zatčení a materiály o jejím členství v NAACP. Lane navíc poslal svou zprávu Jimu Clarkovi, který ji zřejmě předal členům KKK, a ti ji využili k ospravedlnění Violiných vrahů.
Hoover také odsoudil samotný pochod do Montgomery a jeho záměry. Zpochybnil skutečný důvod, proč se Viola akce zúčastnila, a uvedl, že ji nejspíš nenaplňovala role ženy v domácnosti. Předmětem očerňování se stal také Jim Liuzzo. Hoover o něm řekl, že má špatný charakter, a prezidentu Johnsonovi radil, aby se s ním nesetkával, "protože patří k Teamsters". Lane ho označil za zločince a násilníka. Když Jim požádal o navrácení Violina snubního prstenu a jiných věcí, Hoover napsal: "Zdá se, že pro Liuzza jsou důležitější peníze než zármutek na manželčinou smrtí." Kromě toho nařídil agentům zjistit, jestli Jim nesympatizuje s komunisty.
Následkem šíření těchto výmyslů se Liuzzovi stali terčem nenávisti svého okolí. Začátkem dubna kdosi nechal na trávníku před jejich domem spálený kříž, což byla typická praktika Ku-klux-klanu. Jejich schránka byla plná výhružných dopisů, takže raději přestali odebírat poštu. Na šestiletou Sally házeli kolemjdoucí kameny, když šla do školy, a křičeli na ni, že její matka byla "děvka". Při dalším incidentu se skupina lidí pokusila násilím dostat k Liuzzovým domů a jindy někdo dokonce vystřelil do okna jejich obývacího pokoje. Jim proto nechal dům hlídat některými ze svých kolegů z Teamsters.

## Soudní procesy

### První proces
6. dubna byli Wilkins, Thomas, Eaton a Rowe obžalováni z vraždy. Posledně jmenovaný byl však 15. dubna obvinění zproštěn a veřejnosti byla oznámena jeho role agenta FBI. Rowe získal imunitu před trestním stíháním a souhlasil, že vystoupí jako svědek. Proces s Wilkinsem začal 3. května v Hayneville. Rowe během něj zopakoval své tvrzení, že vrahem byl Wilkins, který vlastní zbraň neměl a použil proto Thomasovu. Dále řekl, že se během pronásledování snažil ostatní přesvědčit, aby se vrátili, ale Thomas odmítl. Také vypověděl, že Eaton rovněž vypálil několik ran, ale minul. Thomas údajně řval: "Zastřelte je, všechny je zastřelte," ale sám se nezapojil, protože řídil.
Wilkinsovým obhájcem byl Matthew Hobson Murphy, v té době známý svým kladným vztahem ke Ku-klux-klanu. Rowea podrobil křížovému výslechu, během kterého jej rozzuřeně obvinil z porušení přísahy dané Klanu a označil ho za "bílého negra". Stejnými slovy nazval i samotnou Violu. Dalším svědkem byl Leroy Moton, jenž svou verzi opět změnil a prohlásil, že po neúspěšném stopování se vrátil do Oldsmobilu, kde na 25–30 minut omdlel. Teprve potom zastavil reverenda Rileyho. Murphy se mu vysmál, nařkl ho ze lži a vyslovil myšlenku, že Violu zastřelil on sám. Naznačil, že byl jejím milencem a že během oné půlhodiny mohl mít s jejím tělem pohlavní styk. Murphyho chování u soudu přimělo předsedu Výboru pro spravedlnost Roberta Daru, aby požádal o jeho vyloučení z advokátní komory.
Porota se nedokázala ohledně Wilkinsovy viny jednomyslně shodnout, takže byl proces 7. května zrušen. Soudní jednání týkající se Eatona a Thomase bylo stanoveno na září a nebylo jasné, zda bude při té příležitosti Wilkinsův případ znovu otevřen. Mezitím došlo ke schválení Zákona o volebních právech (Voting Rights Act 1965) Senátem i Sněmovnou. 6. srpna byl podepsán prezidentem Johnsonem, čímž bylo dosaženo dalšího cíle hnutí za občanská práva.
20. srpna Murphy poblíž Tuscaloosy usnul za volantem svého kabrioletu a narazil do protijedoucí cisterny s benzínem. Byl na místě mrtvý. Když se o nehodě dozvěděl Jim Liuzzo, prohlásil: "Nikomu nepřeju smrt, ani Murphymu, ale nemůžu se zbavit dojmu, že existuje nějaká poetická spravedlnost. Zajímalo by mě, jestli ten druhý řidič nebyl z Teamsters."

### Další procesy
Roli advokáta převzal bývalý starosta Birminghamu, právník Arthur Hanes. Ačkoliv byl Murphyho přítelem, nechal se slyšet, že na rozdíl od svého předchůdce "se bude držet faktů". Soud začal 18. října a stejně jako v prvním případě probíhal ve znamení nadřazenosti bílých nad černými. Přestože Rowe znovu svědčil, byl Wilkins po čtyřech dnech zproštěn obvinění z vraždy. Spolu s Eatonem a Thomasem byli však 29. listopadu obžalováni z porušení Violiných občanských práv. Hanes argumentoval tím, že Rowe si svou verzi vymyslel, a opět poukazoval na jeho nedodržení přísahy Ku-klux-klanu. Soudce Johnson požádal Hanese, aby přečetl nahlas její celé znění, a obhájce tak neochotně učinil. Slib mlčenlivosti se totiž nevztahoval na svědky takových zločinů jako je vražda.
3. prosince byli Wilkins, Thomas a Eaton odsouzeni k deseti letům vězení, ale proti rozhodnutí se odvolali a byli propuštěni na kauci. Během čekání na další vývoj událostí dostal Eaton, který trpěl srdeční chorobou, infarkt a 10. března 1966 zemřel. Rozsudek nad zbylými dvěma byl definitivně potvrzen 27. dubna 1967. Rowe byl federálními úřady zařazen do Programu na ochranu svědků pod jménem Thomas Neil Moore.

## Následky
Život Liuzzových se po vraždě Violy zásadně změnil. Jim se těžce vyrovnával s vlnou kritiky vůči své ženě a snažil se očistit její jméno. Sám byl však odsuzován za to, že nedokázal zabránit jejímu osudu, a postupně začal propadat alkoholu. Jeho dceři Sally byla diagnostikována posttraumatická stresová porucha. Všechny děti postupně odešli z Detroitu, Tommy a Anthony Jr. nedokončili střední školu. Manželé Greggovi přežili svou dceru jen o několik let. Eva zemřela 9. ledna 1971, Herber ji následoval 31. ledna 1974. Ačkoliv se vědělo o Roweově vztahu k FBI, role úřadu v očernění Violy zůstala několik let pro Liuzzovy neznámá. Hoover zemřel v květnu 1972.

### Liuzzovi versus FBI
Rowe se po procesu začal postupně odvracet od FBI a kritizovat své bývalé zaměstnavatele za jejich činnost během hnutí za občanská práva. 2. prosince 1975 během slyšení před výborem Kongresu tvrdil, že jeho nadřízení byli předem informováni o desítkách chystaných akcí proti aktivistům, ale zasáhli pouze ve dvou případech. Někdy v té době vyšel v detroitských novinách článek, ve kterém byl Rowe označen za vraha a obviněn z účasti na bombovém útoku na baptistický kostel v Birminghamu v září 1963.
Po přečtení článku se Tommy a Anthony Jr. začali znovu zabývat událostmi roku 1965. Dostalo se jim do rukou přes 20000 stran spisu FBI a zjistili tak pravdu o krocích, které Hoover podnikl po vraždě jejich matky. I přes výhružky ze strany FBI se rozhodli jednat a 12. října 1977 jménem celé rodiny podali proti organizaci správní žalobu. Obvinili ji ze spoluviny na Violině smrti a škodami s ní spojenými. Zdravotní stav Jima Liuzza se však mezitím zhoršoval a 10. prosince 1978 zemřel.
5. července 1979 American Civil Liberties Union (ACLU) zažaloval FBI jménem Liuzzových u federálního soudu v Detroitu. Občanskoprávní řízení začalo 22. března 1983. Právníci rodiny v čele s Deanem Robbem argumentovali tím, že FBI věděla o Roweových sklonech k násilí a nevěnovala jim dostatečnou pozornost, což vedlo k Violině vraždě. Kromě toho poukázali na způsob, jakým bylo zacházeno s jejím tělem, a požadovali odškodnění ve výši celkem 2 milionů dolarů.
FBI se snažila upozornit na uplynulou promlčecí lhůtu dvou let, ale žalobci reagovali tím, že kvůli jejímu zatajování informací byla příčinná souvislost zjištěna teprve koncem roku 1975, tedy méně než dva roky před podáním první stížnosti. Soudce Charles Joiner toto uznal. Obžaloba také tvrdila, že smrtelné výstřely nevypálil Collie Wilkins, ale sám Rowe. Tento bod byl podložen nedávnými výpověďmi Wilkinse a Eugena Thomase, kteří už byli tou dobou opět na svobodě. Obhájkyně Ann Robertsonová jejich tvrzení zpochybnila a Wilkinse přímo nazvala lhářem.
27. května 1983 Joiner rozhodl, že Rowe k vraždě ostatní nenaváděl, ani jí nemohl zabránit, a proto za ni FBI nebyla zodpovědná. Podle Joinera byl Rowe naopak hlavním vodítkem k dopadení pachatelů. Dean Robb označil tento názor jako "neuvěřitelný nedostatek pohledu pravdě do očí". Anthony Liuzzo nazval Rowea "šíleným maniakem" a výsledek soudního jednání "porážkou nejen pro naši rodinu, ale i pro americký lid".
V červnu téhož roku podal michiganský výkonný ředitel ACLU Howard Simon odvolání k obvodnímu soudu v Ann Arbor, ale bylo zamítnuto. 1. srpna bylo zveřejněno rozhodnutí, kterým Joiner nařídil Liuzzovým zaplatit téměř 80000 dolarů za vzniklé náklady. Poté, co byl odvysílána reportáž o procesu, byla veřejnost pobouřena a soudce částku snížil na 3645 dolarů.

### Spory ohledně střelby
Oba odsouzení byli propuštěni předčasně – Thomas si odseděl šest let, Wilkins o rok více. Brzy poté se Roweovo jméno začalo objevovat v novinách v souvislosti s jeho minulostí. V listopadu 1977 byl člen KKK Robert Chambliss obviněn z útoku na baptistický kostel, ale vinu popíral a tvrdil, že skutečným pachatelem byl Rowe. Ten při následném výslechu řekl, že s výbuchem nemá nic společného, ale dvakrát neuspěl při testech na detektoru lži. Přiznal však, že v roce 1963 v Birminghamu smrtelně postřelil černocha. Thomas a Wilkins byli také předvoláni. Ačkoliv nevěděli o Roweově možné účasti na birminghamských incidentech, oba uvedli, že na Violu ve skutečnosti střílel on. V červenci 1978 vypověděli dva příznivci Klanu nezávisle na sobě, že jim Rowe před lety pověděl, jak "zastřelil pár negrů". Generální prokurátor státu Alabama Bill Baxley ho obvinil z Violiny vraždy.
Senátor Edward Kennedy požádal ministerstvo spravedlnosti, aby nesrovnalosti prověřilo. V únoru 1979 zveřejnil generální prokurátor USA Benjamin Civiletti předběžnou zprávu, ve které uvedl, že FBI záměrně kryla násilnosti, kterých se Rowe dopouštěl na aktivistech za občanská práva. 15. prosince 1980 vydal závěrečné shrnutí, které podle něj nemohlo obsahovat všechny informace, "aniž by byly ohroženy důležité institucionální zájmy" jeho úřadu. O FBI se tedy nezmínil. Dospěl nicméně k závěru, že nenašel nic, co by potvrzovalo verzi Thomase a Wilkinse. Ti se shodli na tom, "že to byl Rowe, kdo jako první zahlédl Liuzzovou a Motona, že to byl Rowe, kdo řekl, že Liuzzovou a Motona 'dostanou', že to byl Rowe, kdo řídil čtyřicetikilometrové pronásledování auta Liuzzové a že to byl Rowe, kdo vystřelil z Thomasovy pistole na auto Liuzzové". Civiletti poukázal na jejich minulost a na fakt, že poprvé Rowea obvinili až v roce 1978. Soudil proto, že se mu chtějí pouze pomstít. Rowea navíc chránila imunita.
Wilkins a Thomas však trvali na svém a svá tvrzení zopakovali i během sporu Liuzzových s FBI v roce 1983. Podpořilo je také svědectví dvou policistů Lavaughna Colemana a Henryho Snowa, kteří vypověděli, že 26. března 1965 se jim Rowe přiznal, že předchozí večer Violu zastřelil. Ann Robertsonová opět vyjádřila nedůvěru vůči těmto svědkům. Expert na detektory lži nicméně potvrdil, že Wilkins a Thomas prošli testem úspěšně – na rozdíl od Rowea. Anthony Liuzzo a jeho sourozenci rovněž věřili, že střelcem byl Rowe.

### Osudy vrahů
V roce 1976 sepsal Rowe svou autobiografii s názvem My Undercover Years with the Ku Klux Klan, ve které shrnul svůj pohled na své působení u FBI. Roku 1979 byl na základě knihy natočen televizní film, v němž Rowea ztvárnil hráč amerického fotbalu a příležitostný herec Don Meredith. Po skončení sporů FBI a rodiny Liuzzových si Rowe ponechal jméno Thomas Neil Moore. Několik dalších let byl stále vyhledáván novináři a historiky, kterým poskytoval rozhovory. Ke konci života pracoval pro soukromou bezpečnostní společnost, ale v době smrti byl ve stavu bankrotu a rozvedený. Zemřel na infarkt 25. května 1998 v Savannah.
Eugene Thomas se roku 1983 setkal s Penny Liuzzovou, když oba podávali výpověď u soudu. Při této příležitosti ji požádal o odpuštění, a ona jeho prosbě vyhověla. Později vzpomínala: "Neváhala jsem. Viděla jsem výraz v jeho tváři – vypadal, že příšerně trpí. Nechci lidi ničit. Každý žije se svou vlastní bolestí." O Thomasově pozdějším životě není příliš mnoho informací. Zemřel nejpozději v roce 1994.
Ani Collie Wilkins se s Ku-klux-klanem nadále nestýkal a po propuštění pracoval jako mechanik. Zemřel 23. prosince 1994 v Birminghamu.

## Památka
Navzdory dřívějšímu chladnému postoji národa vůči Violinu zapojení do událostí v Selmě se jejím dětem podařilo matčino jméno do velké míry očistit. Její památka je připomínána na několika místech v USA.
Viola Liuzzo je jedinou bílou ženou mezi 41 zavražděnými, jejichž jména jsou vytesána na Civil Rights Memorial (česky Památník občanských práv) v Montgomery. Jedná se o lidi, kteří položili život během hnutí za občanská práva mezi lety 1955–1968. Památník byl odhalen v roce 1989. Poblíž místa, kde byla Viola zavražděna, byl v roce 1991 postaven její vlastní památník (Viola Liuzzo Memorial).
V Detroitu se nachází Park Violy Liuzzo, konkrétně na adrese 20087 Winthrop Street. V roce 2019 tam byla umístěna její socha, znázorňující ji ve chvíli, kdy kráčí bosa a své boty drží v rukou. Roku 2023 byl v parku navíc odhalen památník na počest Violy a její přítelkyně Sarah Evans.

## V kultuře

### Hudba
Americká zpěvačka Robin Rogersová vydala v roce 2008 skladbu o Viole s názvem "Color Blind Angel". Hudebník Mark Silent Bear napsal roku 2023 píseň "Viola Liuzzo".

### Dokumentární filmy
Třídílný televizní dokument Free at Last: Civil Rights Heroes z roku 2000 vypráví o bojovnících za občanská práva. Třetí díl zachycuje spolu s osudy Jimmie Lee Jacksona a Jamese Reeba rovněž příběh Violy Liuzzo. V roce 2004 byl pak zpracován v dokumentárním filmu Home of the Brave režisérky Paoly di Florio, ve kterém vystupují také členové Violiny rodiny.

### Hrané filmy
V televizní minisérii King (1978) se ve všech třech částech objevuje postava Violy Liuzzo ztvárněná herečkou Harriet Karr. V historickém dramatu Selma (2014) ji ztělesnila Tara Ochs.